# Otto Diderik Lütken
 Der er flere personer med dette navn, se Otto Diderik Lütken (sangbogsudgiver).
Otto Diderik Lütken (17. marts 1713 – 25. januar 1788) var en dansk økonomisk forfatter og præst.

## Baggrund og uddannelse
Lütken, som er en broder Frederik Christopher Lütken, blev født i Nordrup ved Slagelse. Efter at være blevet student fra Sorø Akademi 1732 tog han 1737 teologisk eksamen og ernærede sig derefter i nogle år som huslærer, indtil han 1743 blev sognepræst i Skellerup og Ellinge på Fyn. Her blev han nu til sin død, trods gentagne fordelagtige tilbud om forflyttelse.
Han var 3 gange gift: 1. (1743) med Anna født Pedersen (død 1751), datter af kancelliråd L. Pedersen til Brolykke, 2. (1752) med Anna født Aabye (død 1754), datter af rektor i Odense Thomas Aabye, 3. (1755) med Margrethe Schandorff født Suhr (død 1778), datter af sognepræst i Utterslev P. Suhr.

## Økonomisk forfatter
Lütken optrådte som forfatter i Erik Pontoppidans Økonomisk Magasin, der udkom i årene 1757-64; en del af afhandlingerne i dette tidsskrift blev optagen i hans Undersøgninger angaaende Statens almindelige Økonomi I-II (Sorø 1760), der er et hovedværk i den danske nationaløkonomiske litteratur. Hertil slutter sig bl.a. en Undersøgning om Hindringer for Folkemængden (1761).
Uden at han synes at kende synderlig meget til den samtidige fremmede litteratur, som i øvrigt også endnu var forholdsvis uudviklet, behandler han en række spørgsmål med en skarpsindighed, som ikke er almindelig. De fleste økonomiske forfattere på hans tid betragtede det som en selvfølge, at folkemængden ikke kunne være stor nok, og litteraturen vrimlede af forslag til folkemængdens forøgelse, skat på pebersvende, brudeudstyrsforsikringer osv. Imod dette befolkningssværmeri optræder Lütken samtidig med den fysiokratiske skole i Frankrig og vistnok ganske uafhængig af den. Han kommer til den samme slutning som en menneskealder senere englænderen Thomas Malthus, at folkemængden afhænger af mængden af næringsmidler, og at menneskeslægten vil formere sig, indtil næringsmidlernes knaphed sætter bom derfor.
Økonomihistorikeren Holger Ludvig Bisgaard beskriver Lütken i sit værk Den danske nationaløkonomi i det 18. århundrede som den eneste store danske nationaløkonom. Bisgaard skriver at før Adam Smith i England var der ikke nogen større nationaløkonom i Europa, og "Den danske nationaløkonomi har i ham ejet en forsker, som kun har haft få lige blandt sine efterfølgere, en forsker, der vilde have haft europæisk ry, havde han skrevet på et verdenssprog, en forsker, hvis skrifter er en pryd for den litteratur, der har ejet og – glemt dem."
Også med hensyn til spørgsmålet om luksus hæver han sig højt over en mængde samtidige, navnlig i Tyskland, som var hildede i merkantilistiske forestillinger. En særlig interesse viser han landboforholdene, dels landbrugspolitikken, f.eks. spørgsmålet om ophævelse af jordfællesskabet, dels det praktiske landbrug, som f.eks. ved afhandlinger om De saakaldede onde Urter eller Morgenfruer og om midler til at ophjælpe stutterier.

## Digter
Lejlighedsvis forsøgte Lütken sig som digter, bl.a. ved Sørgetanker over Enkesocieteter og ved et par prisbelønnede pinse- og julesalmer, skrevne i hans ungdom; disse frembringelser ville dog næppe falde i nutidens smag.